# Saison 2007-2008 du FC Nantes
Maillots
Chronologie
Saison précédente Saison suivante
La saison 2007-2008 du FC Nantes voit le club évoluer en Ligue 2 après 44 saisons d'affilée dans l'élite. C'est la 19e saison de Ligue 2 de l'histoire du club. En effet le 9 mai 2007, malgré sa victoire contre les Girondins de Bordeaux, le FC Nantes est officiellement relégué de Ligue 1 à l'étage inférieur.
Le 30 juillet 2007, le club joue son premier match de ligue 2 depuis 1963. La victoire 5-0 contre le Stade de Reims place les joueurs sur la bonne voie mais l'été du club est perturbé par un mercato chargé et par le changement de propriétaire (Serge Dassault vendant le club à Waldemar Kita). Lors de la première partie de saison, les joueurs assument néanmoins parfaitement leur rôle de favoris, malgré une lourde défaite sur le terrain de l'US Boulogne (défaite 0-4).
Le début d'année 2008 est plus difficile avec deux défaites de suite (contre Clermont Foot et Le Havre AC) et l'élimination en coupe de France (face au CS Sedan), mais les nantais se relancent bien et ne perdent plus pendant presque trois mois, jusqu'à un déplacement à Ajaccio (1-2). Les Jaunes oublient cette défaite en prenant leur revanche sur Boulogne (3-0) dès le match suivant. Finalement le FC Nantes termine le championnat à la seconde place, ce qui lui permet de retrouver sa place en Ligue 1.

## Résumé de la saison
Conséquence immédiate de la relégation de 2007, Rudi Roussillon démissionne et est remplacé par Luc Dayan, ancien président de Lille. Ce dernier confirme Michel Der Zakarian dans ses fonctions et s'appuie sur Xavier Gravelaine pour préparer l'équipe à la Ligue 2, à la place de Japhet N'Doram dont Dayan se sépare. Le défi est rude car la plupart des titulaires quittent le club pour rester en Ligue 1 (Dimitri Payet, Mauro Cetto, Luigi Pieroni) ou rejoindre l'étranger (Alioum Saidou, Franck Signorino, Emerse Faé). L'équipe est presque entièrement renouvelée pour la saison 2007-2008 (dix-huit départs et onze arrivées à l'intersaison, sans les retours de prêt) en privilégiant des joueurs habitués à la L2, comme David De Freitas, Nicolas Goussé ou Harlington Shereni. Avec le départ de Nicolas Savinaud (fin de contrat), seul Frédéric Da Rocha incarne encore la tradition, lui qui a commencé sous Jean-Claude Suaudeau.
Mais le nouveau président, officiellement chargé de « rechercher des partenaires capitalistiques » prépare en réalité la revente rapide du club, dont Dassault ne veut plus. L'homme d'affaires franco-polonais Waldemar Kita est officiellement propriétaire dès le 2 août. Jusqu'ici surtout réputé dans le football pour avoir amené le Lausanne-Sport à la faillite, Kita se présente toutefois comme « un passionné de football » qui va « donner tout [son] cœur et [son] savoir-faire pour l'avenir de ce club ». Il révèle cependant ne pas vouloir renouer avec l'identité nantaise : « Arribas, Suaudeau, Budzynski ont fait un super boulot. On ne refera pas la même chose. » Au contraire, il montre sa volonté de rupture et s'entoure de nouveau venus : Christian Larièpe, passé par Saint-Étienne et Marseille, est directeur technique, l'ex-journaliste Pascal Praud est conseiller à la communication et Claude Robin, ancien défenseur du club et proche de Kita à Lausanne, est directeur général délégué.
La saison débute très bien sur le terrain (7 victoires et une seule défaite sur les dix premières journées, avec un 5-0 contre le Stade de Reims et un 3-0 contre le Stade brestois), mais l'équipe laisse finalement échapper le titre au profit du Havre. Cela ne semble pas inquiéter le président Kita.
Alors que le retour en Ligue 1 se profile, ce dernier s'efforce de ne jamais rester inactif. Outre de nombreux recrutements à la fin de l'été et durant l'hiver (notamment les Serbes Stefan Babović et Filip Djordjevic), les annonces se succèdent, comme l'adoption d'un nouveau blason nettement inspiré du FC Barcelone, après un vote internet, l'installation de bancs chauffés au stade, la tenue d'un audit puis un projet de plan social, un changement d'équipementier ou encore un projet de remplacement de la Beaujoire. Le public local, lui, vibre moins au parcours en Ligue 2 qu'aux exploits des amateurs de l'US Jeanne d'Arc Carquefou qui atteignent les 1/4 de finale de coupe de France en éliminant notamment l'AS Nancy-Lorraine puis l'Olympique de Marseille avant d'être écartés par le PSG : ces deux derniers matches se jouent à la Beaujoire, à guichets fermés,, tandis que pour le FCN l'affluence est la plus faible depuis plus de dix ans,.

### Dates importantes de la saison
- 28 juillet 2007 : Vente du club par Serge Dassault à Waldemar Kita
- 17 octobre 2007 : France - Lituanie (2-0) à la Beaujoire. Les anciens nantais Landreau, Toulalan et Makélélé sont titulaires. C'est lors de ce match que Thierry Henry deviendra le meilleur buteur de l'histoire de l'Équipe de France, dépassant Michel Platini.
- 22 octobre 2007 : Lancement de FC Nantes TV
- 15 décembre 2007 : Livraison du nouveau car officiel du club
- 1er janvier 2008 : Le FCNA redevient le FCN et change de blason
- 21 janvier 2008 : Corem est le nouveau sponsor maillot, pour une durée de 2 saisons et demie
- 22 janvier 2008 : Signature d'un partenariat avec le club du CO Vincennes (DHR)
- 25 avril 2008 : Le FCN retrouve la Ligue 1
- 16 mai 2008 : Le FCN termine le championnat à Reims par un match nul (3-3)

## Effectif et encadrement

### Tableau des transferts
| Nom                    | Nationalité        | Poste     | Modalités                | Provenance/Destination   | Division                     |
| ---------------------- | ------------------ | --------- | ------------------------ | ------------------------ | ---------------------------- |
| Arrivées               |                    |           |                          |                          |                              |
| Guy Roland Ndy Assembe | Cameroun           | Gardien   |                          | FC Nantes rés.           | CFA - C (D4)                 |
| Vladimir Stojkovic     | Serbie             | Gardien   | Retour de prêt           | Vitesse Arnhem           | Eredivisie (D1)              |
| Alexis Thébaux         | France             | Gardien   | Retour de prêt           | Dijon FCO                | Ligue 2 (D2)                 |
| Julio César Cáceres    | Paraguay           | Défenseur | Retour de prêt           | Gimnàstic de Tarragona   | Primera División (D1)        |
| Rémi Maréval           | France             | Défenseur | Fin de contrat           | Tours FC                 | Ligue 2 (D2)                 |
| Guillaume Moullec      | France             | Défenseur | Fin de contrat           | FC Lorient               | Ligue 1 (D1)                 |
| Yoann Poulard          | France             | Défenseur | Transfert                | Stade brestois 29        | Ligue 2 (D2)                 |
| Olivier Thomas         | France             | Défenseur | Fin de contrat           | Le Mans UC 72            | Ligue 1 (D1)                 |
| Nourdin Boukhari       | Maroc              | Milieu    | Retour de prêt           | AZ Alkmaar               | Eredivisie (D1)              |
| David De Freitas       | France             | Milieu    | Fin de contrat           | Amiens SC                | Ligue 2 (D2)                 |
| Marek Heinz            | République tchèque | Milieu    | Transfert                | AS Saint-Étienne         | Ligue 1 (D1)                 |
| Youssef Sekour         | Maroc              | Milieu    | Prêt sans option d'achat | FC Girondins de Bordeaux | Ligue 1 (D1)                 |
| Harlington Shereni     | Zimbabwe           | Milieu    | Fin de contrat           | EA Guingamp              | Ligue 2 (D2)                 |
| Christian Wilhelmsson  | Suède              | Milieu    | Retour de prêt           | AS Rome                  | Serie A (D1)                 |
| Faneva Andriatsima     | Madagascar         | Attaquant | Transfert                | USC Antananarivo         | THB Champions League (D1)    |
| Mamadou Bagayoko       | Mali               | Attaquant | Retour de prêt           | Al-Wahda SCC             | UAE Football League (D1)     |
| Florin Bratu           | Roumanie           | Attaquant | Retour de prêt           | Valenciennes FC          | Ligue 1 (D1)                 |
| Thomas Dossevi         | Togo               | Attaquant | Fin de contrat           | Valenciennes FC          | Ligue 1 (D1)                 |
| Nicolas Goussé         | France             | Attaquant | Fin de contrat           | FC Istres OP             | Ligue 2 (D2)                 |
| Départs                |                    |           |                          |                          |                              |
| Vladimir Stojković     | Serbie             | Gardien   | Transfert                | Sporting Portugal        | Primeira Liga (D1)           |
| Alexis Thébaux         | France             | Gardien   |                          | SM Caen                  | Ligue 1 (D1)                 |
| Mauro Cetto            | Argentine          | Défenseur | Prêt avec option d'achat | Toulouse FC              | Ligue 1 (D1)                 |
| Éric Cubilier          | France             | Défenseur | Prêt avec option d'achat | FC Metz                  | Ligue 1 (D1)                 |
| Soilyho Mété           | France             | Défenseur |                          | FC Nantes rés.           | CFA - D (D4)                 |
| Franck Signorino       | France             | Défenseur | Transfert                | Getafe CF                | Primera División (D1)        |
| Nourdin Boukhari       | Maroc              | Milieu    | Résiliation de contrat   | Sparta Rotterdam         | Eredivisie (D1)              |
| Miloš Dimitrijević     | Serbie             | Milieu    | Transfert                | Grenoble Foot 38         | Ligue 2 (D2)                 |
| Émerse Faé             | Côte d'Ivoire      | Milieu    | Transfert                | Reading FC               | Premier League (D1)          |
| Djaïd Kasri            | France             | Milieu    |                          | Real Saragosse SAD       | Primera División (D1)        |
| Imed Mhadhbi           | Maroc              | Milieu    | Fin de contrat           | Stade tunisien           | Ligue Professionnelle 1 (D1) |
| Dimitri Payet          | France             | Milieu    | Transfert                | AS Saint-Étienne         | Ligue 1 (D1)                 |
| Alioum Saïdou          | Cameroun           | Milieu    | Résiliation de contrat   | Kayserispor              | Süper Lig (D1)               |
| Nicolas Savinaud       | France             | Milieu    | Fin de contrat           | EA Guingamp              | Ligue 2 (D2)                 |
| Christian Wilhelmsson  | Suède              | Milieu    | Prêt avec option d'achat | Bolton Wanderers FC      | Premier League (D1)          |
| Florin Bratu           | Roumanie           | Attaquant | Transfert                | FC Dinamo Bucarest       | Liga I (D1)                  |
| Mamadou Diallo         | Mali               | Attaquant | Transfert                | Qatar SC                 | Qatar Stars League (D1)      |
| Dennis Oliech          | Kenya              | Attaquant | Prêt avec option d'achat | AJ Auxerre               | Ligue 1 (D1)                 |
| Luigi Pieroni          | Belgique           | Attaquant | Prêt avec option d'achat | RC Lens                  | Ligue 1 (D1)                 |
| Julio Hernán Rossi     | Argentine          | Attaquant | Résiliation de contrat   | Neuchâtel Xamax          | Super League (D1)            |
| Jaouad Zaïri           | Maroc              | Attaquant | Retour de prêt           | Boavista FC              | Primeira Liga (D1)           |

| Nom                   | Nationalité   | Poste     | Modalités                | Provenance/Destination      | Division              |
| --------------------- | ------------- | --------- | ------------------------ | --------------------------- | --------------------- |
| Arrivées              |               |           |                          |                             |                       |
| Stefan Babović        | Serbie        | Milieu    | Transfert                | OFK Belgrade                | SuperLiga (D1)        |
| Ricardo Faty          | France        | Milieu    | Prêt avec option d'achat | AS Rome                     | Serie A (D1)          |
| Christian Wilhelmsson | Suède         | Milieu    | Retour de prêt           | Bolton Wanderers FC         | Premier League (D1)   |
| Filip Djordjevic      | Serbie        | Attaquant | Prêt avec option d'achat | FK Étoile rouge de Belgrade | SuperLiga (D1)        |
| Luigi Pieroni         | Belgique      | Attaquant | Retour de prêt           | RC Lens                     | Ligue 1 (D1)          |
| Départs               |               |           |                          |                             |                       |
| Karim El Mourabet     | France        | Défenseur | Prêt sans option d'achat | Stade lavallois MFC         | National (D3)         |
| Bocundji Ca           | Guinée-Bissau | Milieu    | Prêt sans option d'achat | Tours FC                    | National (D3)         |
| Christian Wilhelmsson | Suède         | Milieu    | Prêt avec option d'achat | RC Deportivo La Corogne     | Primera División (D1) |
| Faneva Andriatsima    | Madagascar    | Attaquant | Prêt sans option d'achat | AS Cannes                   | National (D3)         |
| Claudiu Keserü        | Roumanie      | Attaquant | Prêt sans option d'achat | FC Libourne-Saint-Seurin    | Ligue 2 (D2)          |
| Dennis Oliech         | Kenya         | Attaquant | Transfert définitif      | AJ Auxerre                  | Ligue 1 (D1)          |
| Luigi Pieroni         | Belgique      | Attaquant | Prêt avec option d'achat | RSC Anderlecht              | Division 1 (D1)       |

#### Staff
Arrivées
| Nom               | Nationalité    | Poste                     |
| Luc Dayan         | France         | Président                 |
| Xavier Gravelaine | France         | Conseiller Sportif        |
| Baptiste Gentili  | France         | Entraîneur Adjoint        |
| Waldemar Kita     | France Pologne | Président                 |
| Alain Florès      | France         | Secrétaire Général        |
| Christian Larièpe | France         | Directeur Technique       |
| Claude Robin      | France         | Directeur Général         |
| Pascal Praud      | France         | Directeur Général Délégué |

Départs
| Nom               | Nationalité | Poste              |
| Rudi Roussillon   | France      | Président          |
| Jean-Luc Gripond  | France      | Directeur Général  |
| Japhet N'Doram    | Tchad       | Directeur Sportif  |
| Xavier Gravelaine | France      | Conseiller Sportif |
| Luc Dayan         | France      | Président          |
| Alain Florès      | France      | Secrétaire Général |

### Staff Technique
- Entraîneur : Michel Der Zakarian  France
- Entraîneur Adjoint : Baptiste Gentili  France
- Entraîneur des Gardiens : Franck Chaumin  France
- Préparateur Physique : Stéphane Morin  France

### Dirigeants
- Président : Waldemar Kita  France Pologne
- Directeur Technique : Christian Larièpe  France
- Directeur Général Délégué : Claude Robin  France
- Directeur Général Délégué : Pascal Praud  France
- Directeur du Centre de Formation : Laurent Guyot  France

## Compétitions

### Ligue 2
| Date              | Journée | TV | Adversaire               | Lieu | Score | Buteurs du FCN                               | Class. | Affluences |
| ----------------- | ------- | -- | ------------------------ | ---- | ----- | -------------------------------------------- | ------ | ---------- |
| 30 juillet 2007   | J01     |    | Stade de Reims           | Dom. | 5 - 0 | Goussé 9e 53e (pen.) 56e, Bagayoko 16e 90+1e | 1      | 27.362     |
| 3 août 2007       | J02     |    | LB Châteauroux           | Ext. | 2 - 1 | Bagayoko 32e, Capoue 52e                     | 1      | 10.277     |
| 10 août 2007      | J03     |    | Clermont FA 63           | Dom. | 2 - 2 | Shereni 24e 32e                              | 1      | 31.310     |
| 17 août 2007      | J04     |    | Le Havre AC              | Ext. | 0 - 1 | -                                            | 3      | 12.748     |
| 24 août 2007      | J05     |    | Stade brestois 29        | Dom. | 3 - 0 | Shereni 3e, Dossèvi 39e 41e                  | 1      | 27.389     |
| 31 août 2007      | J06     |    | SC Bastia                | Ext. | 1 - 0 | Dossèvi 36e                                  | 1      | 3.260      |
| 14 septembre 2007 | J07     |    | CS Sedan-Ardennes        | Dom. | 2 - 1 | Doosèvi 6e (pen.), Shereni 55e               | 1      | 18.413     |
| 24 septembre 2007 | J08     |    | FC Libourne-Saint-Seurin | Ext. | 3 - 2 | Bagayoko 35e, Dossèvi 44e, Shereni 90+4e     | 1      | 2.936      |
| 1er octobre 2007  | J09     |    | Grenoble Foot 38         | Ext. | 3 - 0 | Bagayoko 29e 57e, Goussé 39e                 | 1      | 8.399      |
| 4 octobre 2007    | J10     |    | FC Gueugnon              | Dom. | 0 - 0 | -                                            | 1      | 19.512     |
| 5 octobre 2007    | J11     |    | Dijon FCO                | Ext. | 0 - 0 | -                                            | 1      | 7.011      |
| 19 octobre 2007   | J12     |    | ES Troyes AC             | Dom. | 2 - 0 | Goussé 21e, Pierre 70e                       | 1      | 18.333     |
| 26 octobre 2007   | J13     |    | Chamois niortais FC      | Ext. | 1 - 0 | De Freitas 73e                               | 1      | 9.329      |
| 2 novembre 2007   | J14     |    | AC Ajaccio               | Dom. | 2 - 1 | De Freitas 57e, Goussé 90e                   | 1      | 27.921     |
| 5 novembre 2007   | J15     |    | US Boulogne-sur-Mer CO   | Ext. | 0 - 4 | -                                            | 1      | 6.932      |
| 9 novembre 2007   | J16     |    | SCO Angers               | Dom. | 1 - 1 | Heinz 47e                                    | 2      | 31.370     |
| 3 décembre 2007   | J17     |    | Montpellier HSC          | Ext. | 0 - 0 | -                                            | 2      | 9.814      |
| 7 décembre 2007   | J18     |    | Amiens SC                | Dom. | 3 - 1 | Poulard 51e, Sekour 60e 77e (pen.)           | 1      | 18.646     |
| 21 décembre 2007  | J19     |    | EA Guingamp              | Ext. | 0 - 0 | -                                            | 2      | 10.764     |
| 11 janvier 2008   | J20     |    | LB Châteauroux           | Dom. | 2 - 1 | Goussé 37e 73e                               | 2      | 17.921     |
| 21 janvier 2008   | J21     |    | Clermont FA 63           | Ext. | 1 - 2 | Da Rocha 45e                                 | 2      | 9.552      |
| 25 janvier 2008   | J22     |    | Le Havre AC              | Dom. | 0 - 1 | -                                            | 2      | 28.672     |
| 11 février 2008   | J23     |    | Stade brestois 29        | Ext. | 2 - 1 | Faty 13e, Djordjevic 82e                     | 2      | 8.330      |
| 18 février 2008   | J24     |    | SC Bastia                | Dom. | 2 - 0 | Goussé 90+1e, Djordjevic 90+2e               | 2      | 22.618     |
| 22 février 2008   | J25     |    | CS Sedan-Ardennes        | Ext. | 2 - 1 | Djordjevic 63e 90+1e                         | 2      | 14.840     |
| 29 février 2008   | J26     |    | FC Libourne-Saint-Seurin | Dom. | 2 - 2 | De Freitas 30e, Djordjevic 88e               | 2      | 21.305     |
| 7 mars 2008       | J27     |    | Grenoble Foot 38         | Dom. | 1 - 0 | Shereni 24e                                  | 2      | 16.517     |
| 14 mars 2008      | J28     |    | FC Gueugnon              | Ext. | 1 - 1 | Dossèvi 15e (pen.)                           | 2      | 3.507      |
| 21 mars 2008      | J29     |    | Dijon FCO                | Dom. | 2 - 1 | Faty 39e, Bagayoko 68e (pen.)                | 2      | 16.055     |
| 28 mars 2008      | J30     |    | ES Troyes AC             | Ext. | 2 - 0 | Bagayoko 66e, Djordjevic 90+1e               | 2      | 9.874      |
| 4 avril 2008      | J31     |    | Chamois niortais FC      | Dom. | 1 - 1 | Guillon 10e                                  | 2      | 18.567     |
| 11 avril 2008     | J32     |    | AC Ajaccio               | Ext. | 1 - 2 | Dossèvi 18e                                  | 2      | 4.151      |
| 14 avril 2008     | J33     |    | US Boulogne-sur-Mer CO   | Dom. | 3 - 0 | Bagayoko 23e, Faty 76e, Dossèvi 88e          | 2      | 18.629     |
| 21 avril 2008     | J34     |    | Angers SCO               | Ext. | 0 - 0 | -                                            | 2      | 14.100     |
| 25 avril 2008     | J35     |    | Montpellier HSC          | Dom. | 1 - 1 | De Freitas 47e                               | 2      | 26.572     |
| 2 mai 2008        | J36     |    | Amiens SC                | Ext. | 1 - 2 | Bagayoko 50e (pen.)                          | 2      | 10.296     |
| 12 mai 2008       | J37     |    | EA Guingamp              | Dom. | 1 - 1 | Goussé 52e                                   | 2      | 25.549     |
| 16 mai 2008       | J38     |    | Stade de Reims           | Ext. | 3 - 3 | Dossèvi 41e, Baldé 55e (csc), Djordjevic 78e | 2      | 8.433      |

### Coupe De France
| Date                    | Tour            | TV | Adversaire        | Niveau               | Lieu | Score                 | Buteurs du FCN                           | Affluence |
| ----------------------- | --------------- | -- | ----------------- | -------------------- | ---- | --------------------- | ---------------------------------------- | --------- |
| Samedi 24 novembre 2007 | 7e tour         | ?  | USSA Vertou       | DH - Atlantique (D6) | Ext. | 2 - 0                 | Dossevi 50e 56e                          | 10.593    |
| 15 décembre 2007        | 8e tour         | ?  | USM Saran         | DH - Centre (D6)     | Ext. | 3 - 0                 | Andriatsima 27e, Moullec 74e, Sékour 83e | 5.000     |
| Samedi 5 janvier 2008   | 1/32e de finale | ?  | EDS Montluçon     | CFA - D (D4)         | Ext. | 3 - 0                 | Goussé 28e, Das Neves 68e, Heinz 74e     | 3.800     |
| Samedi 2 février 2008   | 1/16e de finale | ?  | CS Sedan-Ardennes | L2 (D2)              | Ext. | 0 - 0, 2-4 aux t.a.b. | -                                        | 8.146     |

### Coupe de la Ligue
| Date                    | Tour            | TV       | Adversaire        | Niveau  | Lieu | Score | Buteurs du FCN        | Affluence |
| ----------------------- | --------------- | -------- | ----------------- | ------- | ---- | ----- | --------------------- | --------- |
| Mardi 28 août 2007      | 2e tour         | ?        | CS Sedan-Ardennes | L2 (D2) | Dom. | 1 - 0 | Keserü 60e            | 10.593    |
| Jeudi 27 septembre 2007 | 1/16e de finale | France 4 | AS Monaco FC      | L1 (D1) | Dom. | 2 - 3 | Keserü 14e, Heinz 35e | 7.944     |

## Statistiques

### Statistiques collectives
- Meilleur Buteur : Nicolas Goussé & Mamadou Bagayoko 9 buts
- Meilleur Passeur Décisif : Frédéric Da Rocha 8 passes
- Joueur le plus utilisé : Rémi Maréval 33 matchs
- Meilleur Ratio (Buts/Matchs) : Mamadou Bagayoko 0,47
- Joueurs formés au club : 8 joueurs
- Taille moyenne : 1,82 m
- Le plus grand : Mamadou Bagayoko 1,90 m
- Le plus petit : Stephan Babovic 1,69 m
- Poids Moyen : 77 kg
- Moyenne d'âge : 26 Ans
- Le plus âgé : Frédéric Da Rocha 33 Ans
- Le plus Jeune : William Vainqueur 19 ans
- Le plus expérimenté : Frédéric Da Rocha 376 matchs (350 en L1 / 26 en L2)
- Plus large victoire : 5-0 contre le Stade de Reims
- Plus large défaite : 0-4 contre l'US Boulogne Côte d'Opale
- Taux de remplissage de la Beaujoire : 60 % (22 772 sur 38 004)

Championnat de France des Tribunes
À la 32e journée : 3e avec 223 points
Classement de l'Offensive
À la 33e journée : 2e avec 55 points
Challenge du Fair Play
À la 33e journée : 10e avec 71 points (62  / 3 )
Trophée "Joueur Du Mois"
- Harlington Shereni (août)
- Thomas Dossèvi (septembre)
- Filip Djordjevic (février)

Trophées UNFP
- Jean-Jacques Pierre, Rémi Maréval et David De Freitas dans l'équipe type de L2
- Michel Der Zakarian nommé pour le trophée "Meilleur entraîneur"
- Tony Heurtebis nommé pour le trophée "Meilleur gardien"

## Autres équipes

### Équipe B
La réserve évolue cette saison en CFA dans le groupe D. Le groupe est entraîné par Stéphane Moreau. Le FC Nantes est accompagné dans cette poule par les réserves du Paris SG, des Girondins de Bordeaux et du Mans.

### U18
L'effectif des 18 ans, qui participe à la coupe Gambardella, est entraîné par l'ancien joueur du club, champion de France 1995, Laurent Guyot (également directeur du centre de formation).
| Date                     | Tour            | Adversaire          | Niveau | Lieu | Score | Buteurs du FCN          | Affluence |
| ------------------------ | --------------- | ------------------- | ------ | ---- | ----- | ----------------------- | --------- |
| Dimanche 13 janvier 2008 | 1/32e de finale | La Roche-sur-Yon VF |        | Ext. | 3 - 1 | ?                       | ?         |
| Dimanche 10 février 2008 | 1/16e de finale | EA Guingamp         |        | Ext. | 2 - 1 | Choubani 50e, Hanni 53e | 500       |
| Dimanche 2 mars 2008     | 1/8e de finale  | Le Mans UC 72       |        | Ext. | 2 - 0 | Choubani 12e, Hanni 39e | ?         |
| Dimanche 23 mars 2008    | 1/4 de finale   | Le Havre AC         |        | Dom. | 0 - 1 | -                       | 3.000     |